# Ich darf das
Ich darf das è un singolo della rapper tedesca Shirin David, pubblicato il 13 maggio 2021 come primo estratto dal secondo album in studio Bitches brauchen Rap.

## Video musicale
Il video musicale è stato reso disponibile in concomitanza con l'uscita del brano.

## Tracce
Testi di Laas Unltd e Shirin David, musiche di Frio, Juh-Dee e Young Mesh.
1. Ich darf das – 2:32

## Formazione
- Shirin David – voce
- Frio – programmazione, produzione
- Juh-Dee – programmazione, produzione, missaggio
- Young Mesh – programmazione, produzione, missaggio
- Yunus "Kingsize" Cimen – mastering

## Classifiche

### Classifiche settimanali
| Classifica (2021) | Posizione massima |
| ----------------- | ----------------- |
| Austria           | 2                 |
| Germania          | 1                 |
| Svizzera          | 3                 |

### Classifiche di fine anno
| Classifica (2021) | Posizione |
| ----------------- | --------- |
| Austria           | 57        |
| Germania          | 39        |